# Talowe
Talowe (ukrainisch Талове; russisch Таловое/Talowoje) ist eine Siedlung städtischen Typs im Osten der Ukraine mit etwa 1400 Einwohnern.

## Geographie
Der Ort in der Oblast Luhansk liegt am Fluss Talowa, etwa 5 Kilometer westlich der Rajonshauptstadt Krasnodon und 37 Kilometer südwestlich der Oblasthauptstadt Luhansk gelegen.
Talowe gehört verwaltungstechnisch zur Siedlung städtischen Typs Myrne, diese bilden eine gemeinsame Siedlungsratsgemeinde.

## Geschichte
Der Ort wurde im 1815 gegründet und 1938 schließlich zu einer Siedlung städtischen Typs ernannt.
Seit Sommer 2014 ist der Ort im Verlauf des Ukrainekrieges durch Separatisten der Volksrepublik Lugansk besetzt.